# Yellow Productions
Yellow Productions é uma gravadora independente de electronic music e house music francesa. O estúdio da Yellow localiza-se em Paris e foi fundada em 1994 por Christophe Le Friant (conhecido como Bob Sinclair) e Alain Hô (conhecido como DJ Yellow). A gravadora de Christophe e Alain especializa-se em hip hop, jazz, soul, bossa nova e house music.

## Artistas da Yellow Productions
- Bob Sinclar
- Dimitri From Paris